# Enneacampus ansorgii
Enneacampus ansorgii är en fiskart som först beskrevs av George Albert Boulenger 1910.  Enneacampus ansorgii ingår i släktet Enneacampus och familjen kantnålsfiskar. IUCN kategoriserar arten globalt som livskraftig. Inga underarter finns listade i Catalogue of Life.